# Liste von Wasserkraftwerken in Indien
Die Wasserkraftwerke in Indien werden sowohl auf einer Karte als auch in einer Tabelle (mit Kennzahlen) dargestellt. Die Liste ist nicht vollständig.

## Installierte Leistung und Jahreserzeugung
Im Jahr 2017 waren in Indien Wasserkraftwerke mit einer installierten Leistung von 42.783 MW in Betrieb; weitere 13.616 MW waren im Bau. Das Wasserkraftpotential in Indien wird auf 148.700 MW geschätzt. Bzgl. der installierten Leistung aller Kraftwerke lag Indien im Jahr 2015 mit 308 GW an Stelle 5 und bzgl. der jährlichen Erzeugung mit 1,289 Billionen kWh an Stelle 4 in der Welt. Der Anteil der Wasserkraftwerke an der gesamten installierten Leistung aller Kraftwerke lag 2015 bei 14,4 %.
| Almatti |

| Ba |

| Balimela |

| Bansagar |

| Bar |

| Bha |

| Cha |

| Dul |

| Gandhi |

| Gangrel |

| Hirakud |

| Ich |

| Idukki |

| Indravati |

| Jawahar |

| In |

| Kalinadi |

| KW |

| Ki |

| Kolab |

| Ko |

| Koyna |

| LJ |

| LowSub |

| Mah |

| Min |

| Na |

| N2 |

| Na |

| Om |

| Pon |

| Pul |

| R |

| Rana Pratap |

| Ranj |

| Rengali |

| Rihand |

| Rongli |

| Salal |

| Sar |

| Sharavathi |

| Sri |

| Tehri |

| Ukai |

| Uri I |

| Uri II |

| Varahi |

## Wasserkraftwerke

### > 1000 MW
| Name des Kraftwerks | Inst. Leistung (MW) | Fluss/See  | Status     |
| ------------------- | ------------------- | ---------- | ---------- |
| Bhakra              | 1361                | Satluj     | in Betrieb |
| Indira Sagar        | 1000                | Narmada    | in Betrieb |
| Karcham Wangtoo     | 1000                | Satluj     | in Betrieb |
| Koyna               | 1920                | Koyna      | in Betrieb |
| Lower Subansiri     | 2000                | Subansiri  | in Bau     |
| Nathpa Jhakri       | 1500                | Satluj     | in Betrieb |
| Sardar Sarovar      | 1450                | Narmada    | in Betrieb |
| Sharavathi          | 1035                | Sharavathi | in Betrieb |
| Srisailam           | 1670                | Krishna    | in Betrieb |
| Tehri               | 1000                | Bhagirathi | in Betrieb |

### > 100 MW
In der Tabelle sind Wasserkraftwerke mit einer installierten Leistung zwischen 100 und 1000 MW aufgeführt.
| Name des Kraftwerks | Inst. Leistung (MW) | Fluss/See   | Status     |
| ------------------- | ------------------- | ----------- | ---------- |
| Almatti             | 290                 | Krishna     | in Betrieb |
| Balimela            | 510                 | Sileru      | in Betrieb |
| Baglihar            | 900                 | Chanab      | in Betrieb |
| Bansagar            | 425                 | Son         | in Betrieb |
| Chamera             | 540                 | Ravi        | in Betrieb |
| Dul Hasti           | 390                 | Chanab      | in Betrieb |
| Gandhi              | 142                 | Chambal     | in Betrieb |
| Hirakud             | 307                 | Mahanadi    | in Betrieb |
| Ichari              | 360                 | Tons        | in Betrieb |
| Idukki              | 780                 | Periyar     | in Betrieb |
| Indravati           | 600                 | Indravati   | in Betrieb |
| Kalinadi Nagjhari   | 855                 | Kali        | in Betrieb |
| Kishau              | 600                 | Tons        | geplant    |
| Kolab               | 320                 | Sabari      | in Betrieb |
| Koldam              | 800                 | Satluj      | in Betrieb |
| Lower Jhelum        | 105                 | Jhelam      | in Betrieb |
| Maheshwar           | 400                 | Narmada     | Geplant    |
| Minimata Bango      | 120                 | Hasdeo      | in Betrieb |
| Nagarjuna Sagar     | 815                 | Krishna     | in Betrieb |
| Omkareshwar         | 520                 | Narmada     | in Betrieb |
| Pong                | 396                 | Beas        | in Betrieb |
| Pulichinthala       | 120                 | Krishna     | in Betrieb |
| Rampur              | 412                 | Satluj      | in Betrieb |
| Rana Pratap         | 172                 | Chambal     | in Betrieb |
| Ranjit Sagar        | 600                 | Ravi        | in Betrieb |
| Rengali             | 250                 | Brahmani    | in Betrieb |
| Rihand              | 300                 | Rihand      | in Betrieb |
| Rongli              | 110                 | Rongli Chhu | in Betrieb |
| Salal               | 690                 | Chanab      | in Betrieb |
| Ukai                | 300                 | Tapti       | in Betrieb |
| Uri I               | 480                 | Jhelam      | in Betrieb |
| Uri II              | 240                 | Jhelam      | in Betrieb |
| Varahi              | 460                 | Varahi      | in Betrieb |

### > 10 MW
In der Tabelle sind Wasserkraftwerke mit einer installierten Leistung zwischen 10 und 100 MW aufgeführt.
| Name des Kraftwerks | Inst. Leistung (MW) | Fluss/See | Status     |
| ------------------- | ------------------- | --------- | ---------- |
| Bargi               | 90                  | Narmada   | in Betrieb |
| Gangrel             | 10                  | Mahanadi  | in Betrieb |
| Jawahar             | 99                  | Chambal   | in Betrieb |
| Nagarjuna Sagar 2   | 50                  | Krishna   | in Betrieb |